# Letha Weapons
Letha Weapons, nom de scène de Stephanie Smith née le 5 juillet 1972 en Louisiane, est une actrice de films pornographiques américaine.

## Biographie
Elle est renommée pour sa taille de poitrine importante autant que pour ses changements incessants de coupe et de couleur de cheveux.
En marge de la pornographie, elle est apparue dans la série télévisée Mariés, deux enfants où elle interprète une danseuse du « Jiggly Room. » Elle participa également régulièrement à l'émission radio d'Howard Stern.
Letha s'est retirée du X depuis, mais en 2001 elle posa pour le magazine Score, un magazine pour adulte, avec des seins de taille moindre, du fait qu'elle ne portait plus ses implants d'origine, cause de sa célébrité. Elle affirma qu'elle en a changé pour des raisons de sécurité et de santé.